# Television Saitama
Television Saitama Co., Ltd. (株式会社テレビ埼玉, Kabushiki-gaisha Terebi Saitama) abrégé en TVS, opérant sous le nom de Teletama (テレ玉, Teretama) est une chaîne de télévision basée à Saitama au Japon. Sa couverture s'étend à la préfecture de Saitama ainsi qu'aux préfectures alentour.

## Programmation
Le but de la chaîne est de proposer des programmes concernant la préfecture de Saitama, comme les informations ou le sport.
On y retrouve également quelques anime, émissions de shopping et cérémonies religieuses.

## Histoire
- 1er avril 1979 : Lancement du signal analogique.
- 1er décembre 2005 : Lancement du signal numérique.
- 1er avril 2006 : Changement du nom d'opération en "Teletama".